# Белцата (Бакеу)
Белцата (рум. Bălțata) — село у повіті Бакеу в Румунії. Входить до складу комуни Серата.
Село розташоване на відстані 235 км на північ від Бухареста, 10 км на південний захід від Бакеу, 92 км на південний захід від Ясс, 148 км на північний захід від Галаца, 134 км на північний схід від Брашова.

## Населення
За даними перепису населення 2002 року у селі проживали 87 осіб, усі — румуни. Усі жителі села рідною мовою назвали румунську.